# المرقبية (الجوف)
المرقبيه هي إحدى قرى الجمهورية اليمنية. تتبع جغرافيا لمحافظة الجوف وإداريًا لمديرية خراب المراشي. يبلغ تعداد سكانها 5765 نسمة حسب الإحصاء الذي أجري عام 2004.